# Torre del Senyor Domingo
La Torre del Senyor Domingo, Castell dels Tres Dragons o Villa Victoria, és una casa modernista del barri de la Plana a Esplugues de Llobregat (Baix Llobregat). Està protegida com a bé cultural d'interès local.

## Descripció
És una casa aïllada envoltada d'una àmplia zona de jardí. Pren un aire de castell pels merlets que la coronen. Possiblement fou construïda sobre un edifici anterior. Denota la influència de la darrera etapa modernista i recorda la disposició d'un castell medieval. L'edifici presenta planta baixa i pis. Els forjats són formats per bigues de fusta, posteriorment mig ensorrades. Hi ha incorporació de ceràmica en els murs exteriors, alternant-la amb pedra. L'entorn immediat està molt malmès.

## Història
Va ser construït a les darreries del segle xix i reformat entre 1917 i 1923 per iniciativa de Pere Domingo i Mañé. Es troba inscrit a la façana principal l'escut de la Mancomunitat de Catalunya. Originàriament fou una torre d'estiueig i encara s'hi conserva, en els murs de tanca, la inscripció "Villa Victoria". Pere Domingo va urbanitzar, entre 1921 i 1925, part dels seus terrenys en el que avui són el passatge Domingo i el carrer Marinada.
Els propietaris van morir el 1937, víctimes de la Guerra Civil, i posteriorment la casa ha quedat deshabitada.